# Jardim Maria do Carmo
O Jardim Maria do Carmo Foi um bairro da zona oeste da cidade de São Paulo, Brasil. Forma parte do distrito da cidade conhecido como Vila Sônia. Administrada pela Subprefeitura do Butantã. .
A área fica próxima às Avenidas Eliseu de Almeida e Av. Pirajussara e da Chácara do Jockey.  Em 2008 os logradouros pertencentes ao bairro foram incorporados ao Jardim das Vertentes, sendo assim o bairro foi anexado formalmente.